# Greg Henderson
Gregory "Greg" Henderson (Dunedin, 9 d'octubre de 1976) és un ciclista neozelandès, professional entre el 2002 i el 2017. Excel·lent rodador i esprintador, combina el ciclisme en pista amb la carretera. Durant la seva carrera esportiva va prendre part en cinc edicions dels Jocs Olímpics d'Estiu, els compresos entre el 1996 i el 2012. En ells aconseguí diversos diplomes olímpics.
En pista el seu principal èxit esportiu és el Campionat del món de scratch el 2004. En carretera destaca una victòria d'etapa a la Volta a Espanya de 2009 i una altra a la Volta a Catalunya del mateix any.
Una vegada retirat, el 2017, passà a exercir de director esportiu de l'equip nacional de resistència estatunidenc.

## Palmarès en ruta
- 1996
  -  Campió de Nova Zelanda en contrarellotge
- 1997
  -  Campió de Nova Zelanda sub-23 en contrarellotge
- 1998
  -  Campió de Nova Zelanda sub-23 en contrarellotge
- 2004
  - Vencedor de 2 etapes del Tour de Southland
- 2005
  - 1r a la Lancaster Classic
  - 1r al Grafton to Inverell Classic
  - Vencedor de 2 etapes del Tour de Toona
- 2006
  - 1r a la Reading Classic
  - 1r al Commerce Bank International Championship
  - Vencedor de 3 etapes del Tour de Southland
  - Vencedor d'una etapa al Tour de Wellington
  - Vencedor d'una etapa al Mount Hood Cycling Classic
  - Vencedor d'una etapa al Nature Valley Grand Prix
- 2007
  - Vencedor d'una etapa al Tour de Southland
- 2008
  - Vencedor de 2 etapes de la Volta a Geòrgia
- 2009
  - 1r a la Clásica de Almería
  - Vencedor d'una etapa de la Volta a Espanya
  - Vencedor d'una etapa de la Volta a Catalunya
  - Vencedor d'una etapa de la Volta a Múrcia
- 2010
  - 1r al Down Under Classic
  - Vencedor d'una etapa de la París-Niça
  - Vencedor d'una etapa de l'Eneco Tour
  - Vencedor d'una etapa de la Ster Elektrotoer
  - Vencedor d'una etapa de la Volta al Regne Unit
- 2011
  - Vencedor d'una etapa de la París-Niça
  - Vencedor d'una etapa a la Volta a Califòrnia
- 2012
  - Vencedor de la Jayco Bay Cycling Classic
- 2014
  - Vencedor de la Ster ZLM Toer

### Resultats al Tour de França
- 2012. 124è de la classificació general
- 2013. 162è de la classificació general
- 2014. Abandona (4a etapa)
- 2015. No surt (7a etapa)
- 2016. 155è de la classificació general

### Resultats al Giro d'Itàlia
- 2007. Abandona (10a etapa)
- 2010. 88è de la classificació general
- 2015. No surt (14a etapa)

### Resultats a la Volta a Espanya
- 2009. 123è de la classificació general. Vencedor d'una etapa
- 2013. Abandona (14a etapa)
- 2014. 133è de la classificació general

## Palmarès en pista
- 2002
  - Campió de la Commonwealth de la cursa per punts
- 2004
  -  Campió del món de ciclisme en pista de la prova scratch
- 2006
  - Campió d'Oceania en Puntuació
  - Campió d'Oceania en Scratch
- 2007
  - Campió d'Oceania en Madison, amb Hayden Roulston

### Resultats a laCopa del Món
- 1997
  - 1r a Adelaida, en Persecució per equips
- 2000
  - 1r a Cali i Ipoh, en Persecució per equips
- 2001
  - 1r a Cali, en Persecució per equips
  - 1r a Cali, en Puntuació
- 2002
  - 1r a Sydney, en Persecució per equips
  - 1r a Sydney, en Madison
- 2003
  - 1r a Sydney, en Scratch
- 2004-2005
  - 1r a Sydney, en Persecució per equips
- 2007-2008
  - 1r a Sydney, en Puntuació